# Paraleptophlebia vaciva
Paraleptophlebia vaciva är en dagsländeart som först beskrevs av Eaton 1884.  Paraleptophlebia vaciva ingår i släktet Paraleptophlebia och familjen starrdagsländor. Inga underarter finns listade i Catalogue of Life.